# Barátom, Harvey (film, 1950)
A Barátom, Harvey (eredeti cím: Harvey) 1950-ben bemutatott fekete-fehér amerikai film, amelyet Henry Koster rendezett, Mary Chase 1944-es azonos című színpadi vígjátéka alapján. A főszerepben James Stewart látható, további szerepekben pedig többek között Josephine Hull, Cecil Kellaway és Charles Drake. A film forgatókönyvét Oscar Brodney és Mary Chase írta, a zenéjét Frank Skinner szerezte.
Az Egyesült Államokban 1950. december 20-án mutatták be.

## Cselekmény
Elwood P. Dowd egy jó természetű, gazdag családból származó férfi, akinek legjobb barátja egy láthatatlan, 1,9 m magas fehér nyúl, akit ő „Harvey”-nak nevez. Elwood leírása szerint Harvey egy pooka, egy jóindulatú, de pajkos lény a kelta mitológiából. Elwood ideje nagy részét azzal tölti, hogy Harvey-t a városba viszi, különböző kocsmákban iszik, és szinte minden embernek bemutatja Harvey-t, akivel találkozik, az idegenek nagy csodálkozására, bár Elwood barátai elfogadták Harvey (feltételezett) létezését.
Nővére, Veta és unokahúga, Myrtle Mae vele élnek nagy birtokán, de Elwooddal együtt társadalmi kitaszítottakká váltak Harvey iránti megszállottsága miatt.
Miután Elwood tönkretesz egy partit, amelyet Veta és Myrtle Mae titokban szervezett, Veta megpróbálja beutaltatni Elwoodot a helyi szanatóriumba. Elkeseredésében bevallja a kezelő pszichiáternek, Dr. Lyman Sandersonnak, hogy időnként ő maga is látja Harvey-t. Sanderson tévesen úgy véli, hogy Veta az igazi elmebeteg, ezért Elwoodot kiengedi, Vetát pedig bezáratja. Dr. Chumley, a szanatórium vezetője felfedezi a tévedést, és rájön, hogy vissza kell hoznia Elwoodot, ezért Marvin Wilson ápolóval együtt átkutatja a várost. Veta segítségével Chumley végül kedvenc bárjába, a Charlie's-ba követi Elwoodot, és úgy dönt, hogy egyedül száll szembe vele.
Négy órával később Marvin visszatér a szanatóriumba, de Sandersontól és Kelly ápolónőtől megtudja, hogy Chumley nem tért vissza Elwooddal. Megérkeznek a Charlie's-ba, ahol egyedül találják Elwoodot, aki elmagyarázza, hogy Chumley többszöri italozás után Harvey-val együtt elkóborolt. Amikor megkérdezik, Elwood elmagyarázza, hogy néhány évvel ezelőtt egy este találkozott Harvey-val, miután egy részeg barátját taxihoz kísérte, és azóta szívesen jártak kocsmákba, ahol a többi törzsvendéggel társalogtak, hogy meghallgassák életük történeteit. Mivel Marvin meg van győződve arról, hogy Elwood őrült, és talán ártott Chumley-nak, felhívja a rendőrséget, és visszakísérteti Elwoodot a szanatóriumba.
Chumley ziláltan és paranoiásan tér vissza a szanatóriumba, és egy láthatatlan jelenlét követi. Amikor a többiek megérkeznek, Chumley meghívja Elwoodot az irodájába. Négyszemközt Chumley bevallja neki, meg van győződve arról, hogy Harvey létezik, Elwood pedig elmagyarázza neki különböző képességeit, nevezetesen azt, hogy képes megállítani az időt, és bárkit tetszőleges helyre küldeni, ameddig csak akar.
Veta megérkezik Gaffney bíróval és Myrtle Mae-vel, akik készek beperelni az intézetet és bebörtönözni Elwoodot, de Sanderson meggyőzi őket, hogy a „977-es formula” nevű szérum injekciója megállítja Elwoodot abban, hogy „lássa a nyulat”.
Miközben az injekciót készítik elő, Veta megpróbál fizetni a taxisofőrnek, de nem találja a pénztárcáját, ami arra készteti Elwoodot, hogy segítsen neki fizetni. Elwood kedvességétől felbátorodva a taxisofőr elmagyarázza, hogy sok embert fuvarozott már a szanatóriumba, hogy ugyanazt a gyógyszert kapják, és figyelmezteti Vetát, hogy Elwood hamarosan „csak egy normális ember lesz, és tudod, milyenek azok”. Veta ezen felháborodik, és leállítja az injekció beadását; ezután megtalálja az erszényét, és rájön, hogy Harvey közbelépett, hogy megmentse a bátyját.
Vetával és Myrtle Mae-vel távozva Elwood megkeresi Harvey-t, aki úgy dönt, hogy Chumleyval marad, hogy elvihesse őt az Akronba tett fantáziaútjára. Elwood letörten sétál ki a kapun, de hirtelen azt veszi észre, hogy Harvey visszatért hozzá. Harvey és Elwood megerősítik barátságukat, miközben követik Vetát és Myrtle Mae-t a napfelkeltébe.

## Szereposztás
| Szerep                   | Színész         | Magyar hangja (1. szinkron, 2011) |
| ------------------------ | --------------- | --------------------------------- |
| Elwood P. Dowd           | James Stewart   | Széles Tamás                      |
| Veta Louise Dowd Simmons | Josephine Hull  | Kassai Ilona                      |
| Dr. Raymond Sanderson    | Charles Drake   | Seder Gábor                       |
| Miss Kelly               | Peggy Dow       | Solecki Janka                     |
| Martin Wilson            | Jesse White     | Kerekes József                    |
| Myrtle Mae Simmons       | Victoria Horne  | Agócs Judit                       |
| Dr. William Chumley      | Cecil Kellaway  | Forgács Gábor                     |
| Omar Gaffney bíró        | William H. Lynn | Harsányi Gábor                    |
| Mrs. Hazel Chumley       | Nana Bryant     | Halász Aranka                     |
| Mrs. Ethel Chauvenet     | Grayce Mills    | Bókai Mária                       |
| Mr. Minninger            | Sam Wolfe       | Maday Gábor                       |
| Myrtle Mae Simmons       | Victoria Horne  | ?                                 |
| Herman Shimelplatzer     | Clem Bevans     | ?                                 |
| Ellis Logfren taxisofőr  | Wallace Ford    | Rosta Sándor                      |

## Fordítás
Ez a szócikk részben vagy egészben  a   Harvey (1950 film) című angol Wikipédia-szócikk fordításán alapul.  Az eredeti cikk szerkesztőit annak laptörténete sorolja fel. Ez a jelzés csupán a megfogalmazás eredetét és a szerzői jogokat jelzi, nem szolgál a cikkben szereplő információk forrásmegjelöléseként.